# Mackenzie Eskimi
Mackenzie Eskimi (Mackenzie Inuit), naziv za manju skupinu eskimskih plemena nastanjenih u dolini rijeke Mackenzie u sjeverozapadnoj Kanadi uključujući i zapadnokanadski Arktik u obalnom području od otoka Barter na zapadu do rta Bathurst na istoku, a svaka s načinom života prilagođena resursima na svom području. Ovoj skupini pripadaju /Swanton): a. Avvagmiut, b. Kigirktarugmiut, c. Kittegaryumiut, d. Kurugmiut i e. Nuvorugmiut. Govore dijalektom jezika sjevernoaljaski inuktitut.
U 19. stoljeću broj im je iznosio oko 2.000. Skupine koje žive zapadno od rijeke mackenzie bave se ljeti ribolovom i lovom na karibua, a zimi bi hvatali foke. Eskimi za Rta Bathurst lovili su ljeti velike grenlandske kitove (Balaena mysticetus) a zimi foke. Najveća grupa živi na delti Mackenzie gdje se ludi okupljaju ljeti zbog kitova beluga (Delphinapterus leucas) koji se dolaze hraniti po plitkim estuarijima. Ovi estuariji znaju biti prirodna klopka za beluge, a Eskimi ih, njih po dvjestotinjak, potjeraju u kajacima uzvodno. U jednom takvom lovu moglo je biti ubijeno po nekoliko stotina malih kitova, što bi im omogućilo da se hranom i gorivom podmire tijekom zime.